# The Inventor's Secret
The Inventor's Secret est un film américain de comédie réalisé par Mack Sennett, sorti en 1911.

## Fiche technique
- Réalisation : Mack Sennett
- Date de sortie : 23 octobre 1911

## Distribution
- Mack Sennett
- Mabel Normand
- Ford Sterling